# Ducado de Brzeg
El Ducado de Brzeg (en polaco: Księstwo Brzeskie) o Ducado de Brieg (en alemán: Herzogtum Brieg), (en checo: Knížectví Břežské) fue uno de los ducados de Silesia, creado en 1311 durante la fragmentación del ducado de Breslavia. Siendo un feudo del reino de Bohemia desde 1329, fue gobernado por los Piastas de Silesia hasta su extinción en 1675. Su capital era Brzeg en la Baja Silesia.

## Historia
Cuando el duque de los Piastas Enrique V de Breslavia y Legnica murió en 1296, sus hijos y herederos eran todavía menores de edad y sus posesiones fueron gobernadas por su tío, el duque Bolko I el Estricto de Świdnica, sucedido por su tío materno, el rey Wenceslao II de Bohemia en 1301 y por el Obispo de Breslavia Henryk z Wierzbnej en 1305. Finalmente en 1311, el legado de Enrique fue dividido entre sus hijos: Boleslao III el Generoso, el hermano mayor, recibió los territorios alrededor de Brzeg y Grodków.

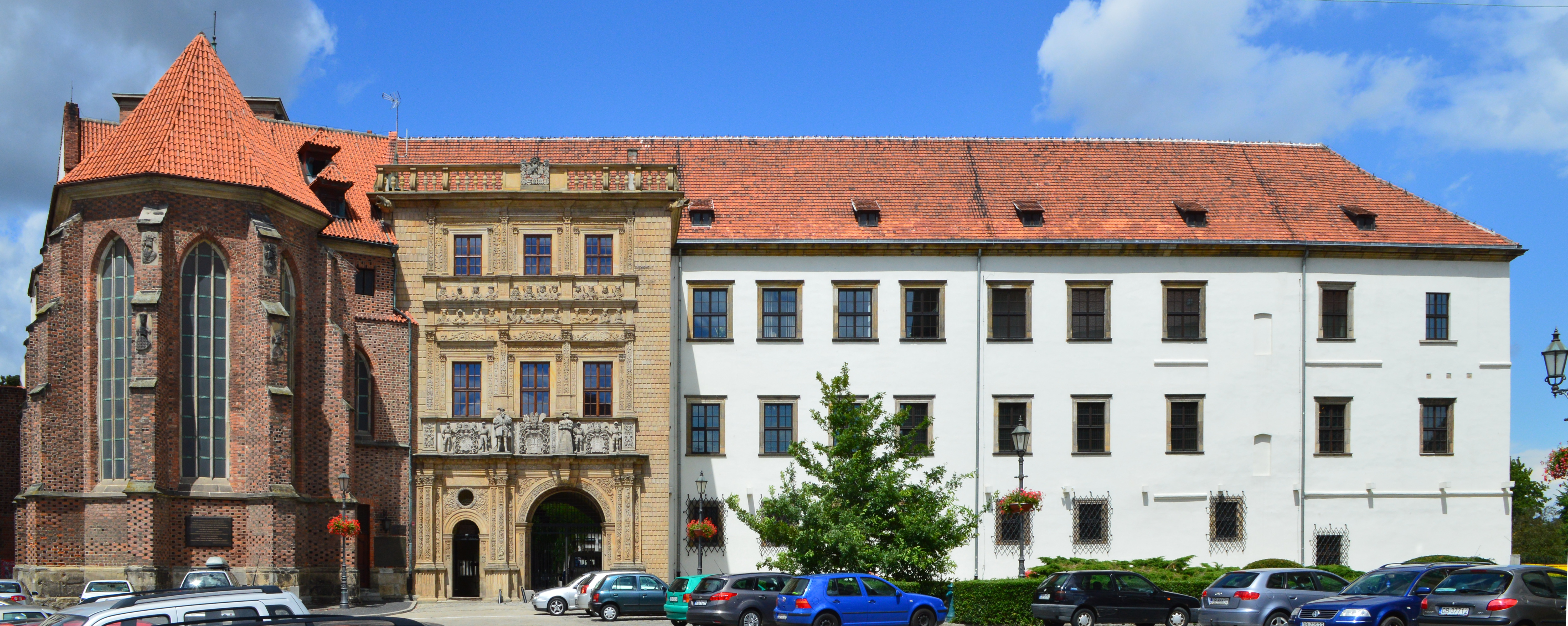
Castillo de Brzeg.

Poco después, sin embargo, Boleslao insistió en sus derechos como hijo primogénito y expulsó a su hermano menor Vladislao del ducado de Legnica. Mantuvo buenas relaciones con su cuñado, el rey Juan de Bohemia (de la Casa de Luxemburgo), y se declaró vasallo de Bohemia en 1329. 
El ducado fue reunificado con el ducado de Legnica en 1419, después fragmentado nuevamente, y unificado una vez más con Legnica bajo el Duque Cristián en 1664. Cuando el Reino de Bohemia fue heredado por la dinastía Habsburgo de Austria en 1526, el ducado cayó bajo su señorío como reyes de Bohemia, aunque era gobernado por los Piastas de Silesia. 
En 1537 el Duque Federico II concluyó un tratado con el Elector Joaquín II Héctor de Brandeburgo, a partir del cual la dinastía Hohenzollern heredaría el ducado en caso de extinción de los Piastas de Silesia. Este acuerdo sin embargo fue rechazado por el rey bohemio Fernando I de Habsburgo y no llegó a tener efecto.
Junto con Legnica, Brzeg fue el último ducado autónomo de Silesia. Tras la muerte del último duque de la dinastía Piasta, Jorge Guillermo en 1675, fue administrado directamente por la Casa de Habsburgo como reyes de Bohemia. Sin embargo, Brandeburgo-Prusia también reclamó el ducado, refiriéndose al antiguo tratado de herencia de 1537. No obstante la monarquía Habsburgo de nuevo rechazó el reconocimiento de la validez de este acuerdo y anexó los ducados. Varias décadas más tarde, el rey Federico II de Prusia utilizó la disputa como pretexto para justificar su campaña durante la Primera Guerra Silesia en 1740.

## Duques de Brzeg
- 1311-1338 Boleslao III
- 1338-1339 Wenzel I
- 1358-1368/98 Luis  I
- 1398-1399 Enrique VIII
- 1399-1436 Luis II
  - 1436-1449 Isabel de Brandeburgo, regente
- 1449-1469 Liegnitzer Lehnstreit
- 1469-1488 Federico I
  - 1488-1498 Ludmila de Podiebrad, regente
- 1498-1505 Federico II
- 1505-1521 Jorge I
- 1521-1547 Federico II
- 1547-1586 Jorge II
- 1586-1602 Joaquín Federico
  - 1602-1605 Ana María de Anhalt, regente
  - 1605-1609 Carlos II de Münsterberg, tutor
- 1609-1639 Juan Cristián
- 1639-1664 Jorge III
- 1664-1672 Cristián
  - 1672-1675 Luisa de Anhalt, regente
- 3 de septiembre de 1675 - 21 de noviembre de 1675 Jorge Guillermo I; con él se extingue la línea ducal de los Piastas de Silesia.